# Luciobarbus comizo
El barbo comizo (Luciobarbus comizo) es una especie de pez de la familia Cyprinidae endémica de la península ibérica.

## Descripción
Es una de las especies del género Luciobarbus más grandes, conociéndose ejemplares que superan el metro de longitud total. Su cuerpo es alargado sobre todo en la región caudal donde se estrecha mucho.
Se diferencia de otras especies de la península ibérica por el notable alargamiento que sufre la cabeza al crecer los individuos, teniendo el hocico muy desarrollado, las barbillas son cortas, en relación con la cabeza. Las hembras presentan una aleta anal más larga que los machos y alcanzan mayor tamaño. En la época de reproducción, de mayo a junio, los machos muestran unos tubérculos nupciales muy acentuados en la parte anterior de la cabeza.

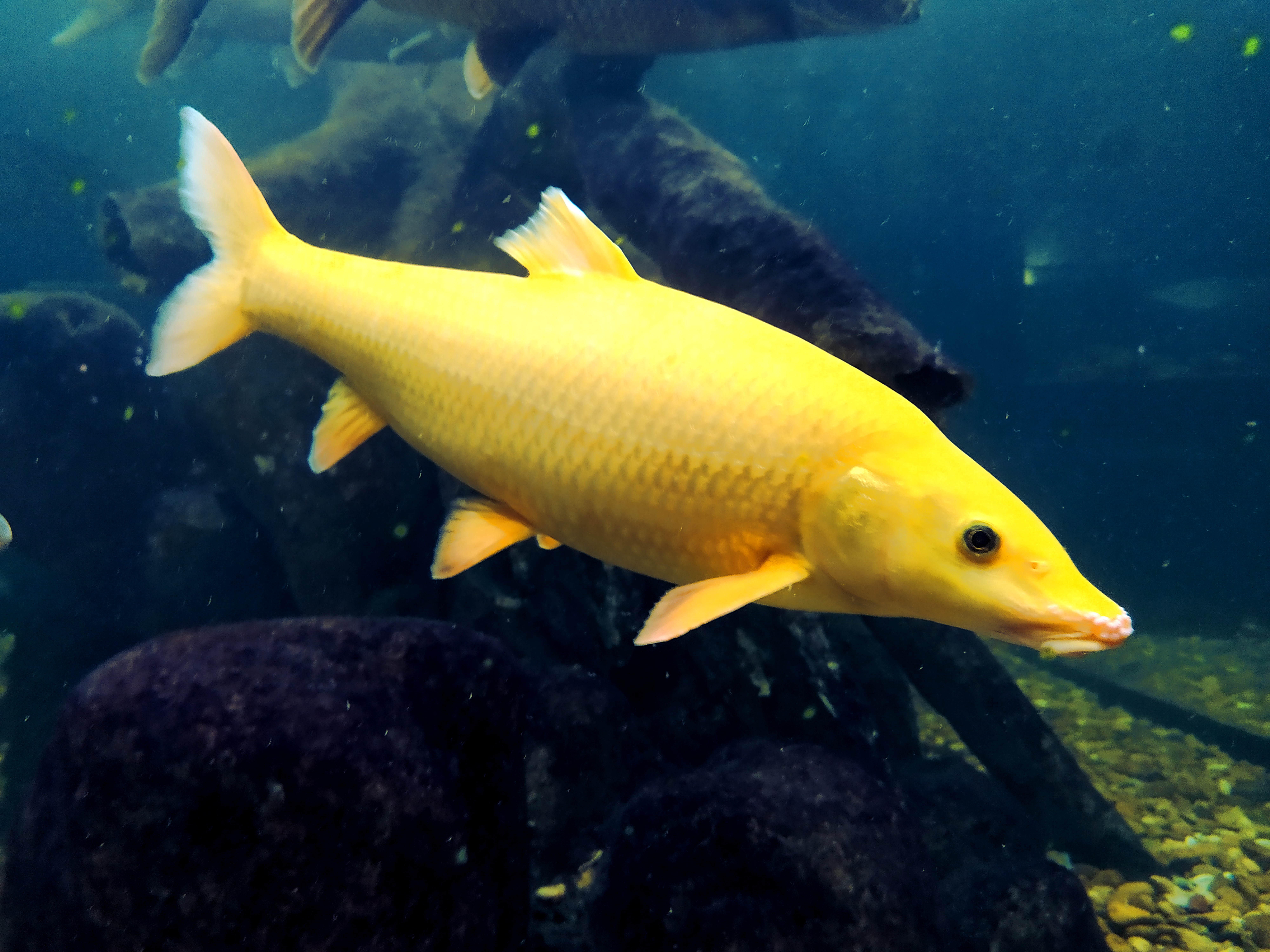
Ejemplar amarillo de barbo comizo
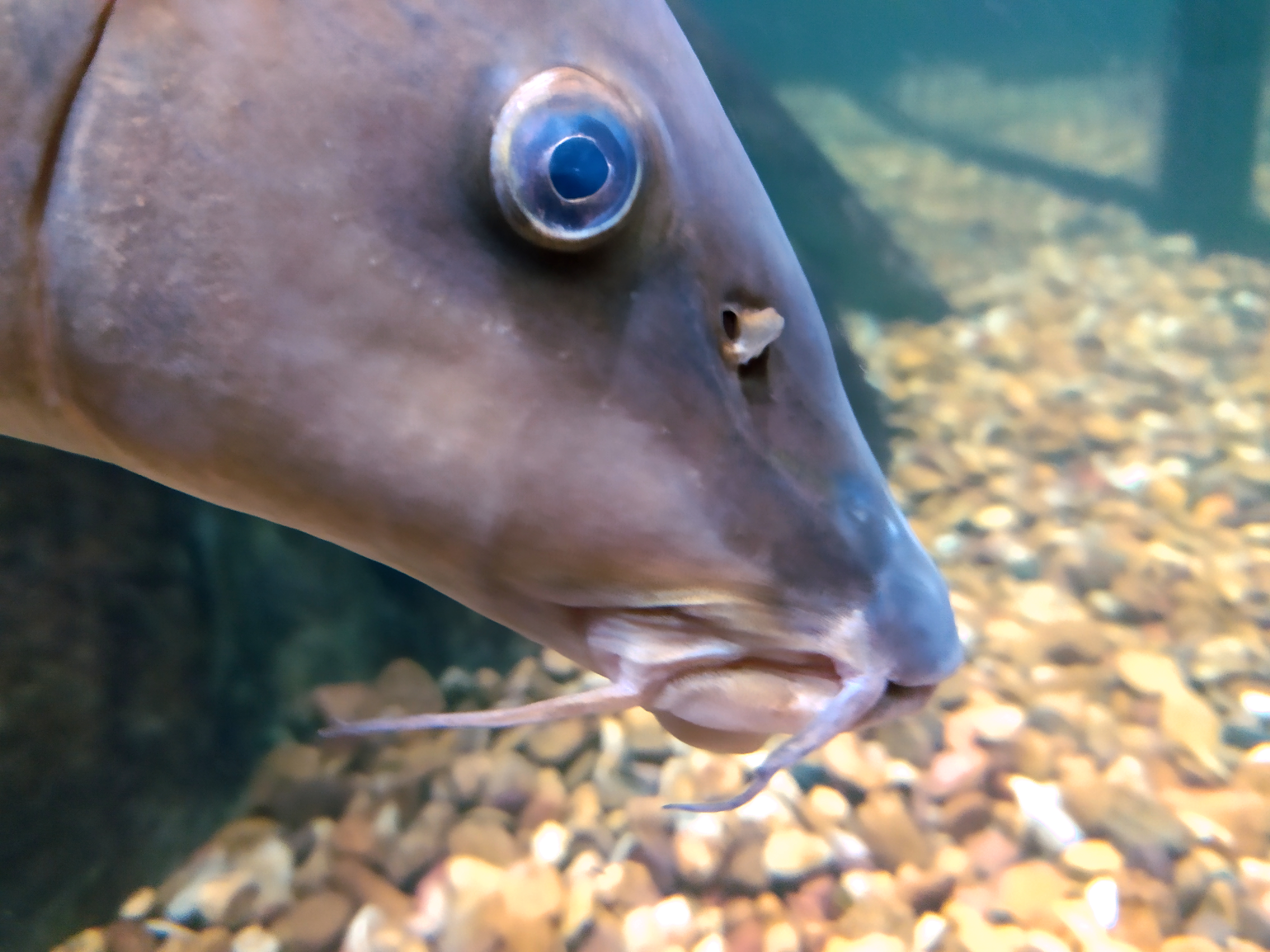
Detalle de la cabeza

## Distribución
Endemismo de la península ibérica, solo habita en España y Portugal. En España solo vive en las cuencas de los ríos Tajo y Guadiana, existen citas en el bajo Guadalquivir y en el Ebro, pero en estas áreas parece haberse extinguido.

## Hábitat
El barbo comizo, prefiere ríos profundos y con poca velocidad de corriente. Por esta razón se ve favorecido con la construcción de embalses, con respecto a otras especies del género. Tiene hábitos alimenticios planctónicos consumiendo preferentemente insectos y ocasionalmente otros peces.

## Amenazas
La introducción de especies exóticas, la mayoría de ellas piscívoras, en los ríos españoles es su mayor amenaza, además las influencia en su hábitat con la realización de obras hidráulicas, la contaminación por vertidos industriales, urbanos y agrícolas, la extracción de agua de los ríos para fines agrícolas, sin las debidas precauciones y la extracción de áridos que destruyen los frezaderos.